# Gustave de Molinari
Gustave de Molinari (ur. 3 marca 1819, zm. 28 stycznia 1912) – francuski ekonomista i teoretyk klasycznego liberalizmu pochodzenia belgijskiego powiązany ze szkołą leseferyzmu. Uczeń Frédérica Bastiata.

## Życiorys
Gustave de Molinari urodził się 3 marca 1819 roku w Liège na terytorium ówczesnego Królestwa Zjednoczonych Niderlandów (współcześnie Liège leży w garnicach Belgii) jako syn niedawnego oficera armii napoleońskiej, barona osiadłego jako lekarz.
W 1840 roku przeprowadził się do Paryża, marząc o karierze dziennikarskiej. Od 1842 roku utrzymywał kontakt z członkami Société d’Économie Politique. W 1843 roku na łamach gazety La Nation opublikowano jego pierwszy esej (pt. „l’Avenir des chemins de fer”) poświęcony wpływowi rozwoju kolejnictwa (zwiększenie mobilności ludności) na industrializację i poprawę warunków życia. Tekst opublikowano również w La Gazette de France. W 1846 roku Molinari został zastępcą sekretarza w paryskim Stowarzyszeniu Wolnego Handlu (Association pour la liberté des échanges) znajdującym się pod przewodnictwem Frédérica Bastiata. Powstanie tej organizacji było inspirowane sukcesami Ligi przeciw ustawom zbożowym Richarda Cobdena. Molinari był także jednym z redaktorów gazety stowarzyszenia wydawanej pt. Le Libre-échange oraz publikował swoje teksty w Le Courrier français (1846-1847), Le Commerce (1848), La Revue Nouvelle, La Patrie (1849-1851) czy w słynnym Journal des Économistes. W 1846 roku wydał tekst pt. l’Organisation de la liberté industrielle et l’abolition de l’esclavage (fr. „O organizacji wolności przemysłowej i zniesieniu niewolnictwa”), w 1847 roku stworzył pracę zatytułowaną Histoire du tarif: les fers, les houilles, les céréales (fr. „Historia ceł: żelazo, węgiel, zboże”). To właśnie wówczas Molinari, Bastiat, Coquelin, Fonteyraud i Garnier słynący z zaangażowania w krzewieniu idei wolnego handlu zostali przechrzczeni mianem „pięciu przyjaciół wolności” (cinq amis de la liberté). Bastiat, przed śmiercią w 1850 roku, opisał Molinariego jako kontynuatora swoich prac. W 1848 roku wraz ze swoim mentorem oraz m.in. z Charlesem Coquelinem założył, ostatecznie krótko działający z powodu rozpędzenia przez komunistów, Klub Wolności Pracy (fr. Club de la liberté du travail). W tym samym roku upadł związany z klubem popularny dziennik „Jacques Bonhomme”, redagowany przez Molinariego i Coquelina. Ponadto w kwietniu lub maju 1848 roku zakończono z fiaskiem działalność Stowarzyszenia Wolnego Handlu. Przyczyną było rozproszenie i śmierć jego kluczowych członków.
7 kwietnia 1848 roku rząd tymczasowy, chcąc stłumić krytykę swych poczynań, zamknął pięć katedr ekonomii i zreorganizował Collège de France. W związki z tym Société d’Économie Politique wysłało do władz delegację, w skład której wchodził m.in. Molinari. Celem było przywrócenie poprzedniej sytuacji, co władze uczyniły, uchwalając 24 grudnia stosowną ustawę. Molinari opublikował w tym czasie, w gazecie Journal des Économistes, tekst zatytułowany „De la production de la sécurité” („Produkcja bezpieczeństwa”), w którym opisał, jak rynek miałby zastąpić państwo w kwestii stanowienia sprawiedliwości oraz bezpieczeństwa. Tym samym, był jednym z twórców koncepcji prywatnych agencji ochrony. Artykuł wywołał żarliwą debatę w gronie Société d’Économie Politique. Frédéric Bastiat negatywnie oceniał postulowanie tej idei przez Molinariego także z powodów pragmatycznych, bowiem jego zdaniem stanowiły one „użyteczny i skuteczny środek propagandowy na rzecz wszędobylskiego ducha socjalizmu, który zaraża nawet tych, którzy mu się sprzeciwiają”. Bał się, że te postulaty będą negatywnie rzutować na recepcje całego środowiska, odstręczając od niego.
Podczas rewolucji 1848 roku Molinari perorował: Ekonomiści i socjaliści, możemy być przeciwnikami, ale nasz ideał i cel są jeden. Szukamy społeczeństwa, w którym nie będzie ograniczeń w produkcji wszystkiego, co jest potrzebne, czy to w celu wspierania, czy upiększania ludzkiej egzystencji. Szukamy społeczeństwa, w którym dystrybucja tych produktów między ich twórcami będzie zgodna z nakazami czystej sprawiedliwości. Szukamy – jednym słowem – ideału, który można wyrazić w dwóch słowach: Sprawiedliwość i Obfitość! Tymi słowami ekonomista wzywał socjalistów do porzucenia prób narzucenia systemu socjalistycznego i uznania wyższości pokojowej współpracy.
W 1849 r. Molinari opublikował książkę Les Soirées de la Rue Saint-Lazare, w której bronił zdania, że wolny rynek jest najefektywniejszym ładem. Treść miała formę dialogu pomiędzy leseferystycznym ekonomistą, konserwatystą i socjalistą.
Po dwóch latach prac, w 1852 roku, paryscy ekonomiści opublikowali encyklopedyczny Dictionnaire de l’économie politique (fr. Słownik ekonomii politycznej). Molinari był autorem mieszczących się w nim 25 artykułów i 5 szkiców biograficznych.
W 1851 roku z pomocą swojego przyjaciela będącego burmistrzem Brukseli – Charlesa de Brouckère’a, uciekł do Belgii, unikając reżimu Napoleona III. W napisanej w tym okresie książce pt. „Les révolutions et le Despotisme, envisagés au point de vue des intérêts matériels” zauważył rolę rewolucji 1789 roku w późniejszym rozroście władzy. Krytycznie postrzegał formę, którą ta przybrała. W Belgii pracował jako profesor ekonomii politycznej w Królewskim Muzeum Przemysłu w Brukseli oraz w Wyższym Instytucie Handlowym w Antwerpii oraz wydał kilka znaczących prac dotyczących krytyki państwowej edukacji. Uważał, że państwo powinno zmuszać rodziców do zapewnienia dzieciom pewnego rodzaju edukacji, co wiązało się z jego koncepcją kurateli. Za uznanie tej roli państwa został skrytykowany przez Frederica Passy’ego. W tym czasie opublikował również traktat ekonomiczny pt. „Cours d’economie politique” oraz licznie pisał na temat wolnego handlu, kolonizacji, pokoju i niewolnictwa.
W 1855 roku założył gazetę L’Économiste belge i działał w niej do 1868 roku. Z powodu tej aktywności odmówił nominacji w belgijskim oddziale Société d’Économie Politique, ponieważ nie chciał odciągnąć od stowarzyszenia osób mniej pochlebnych opiniom głoszonym w Économiste belge oraz pragnął zachować odrębność tych dwóch ośrodków intelektualnych.
W 1857 roku rozpoczął funkcjonowanie założony przez niego biuletyn robotniczy Bourse du travail. Jego redaktorem naczelnym był jego brat: Eugène de Molinari. Działalność ta spotkała się jednak z wrogością i po kilku miesiącach została zakończona. Molinari był entuzjastą idei giełd pracy i krytykował ich wypaczenie przez związki zawodowe.
Gustave de Molinari nie wyrażał się pochlebnie o działalności partii politycznych, porównał je do armii dążących do zdobycia urzędu i podziału łupów kosztem podatników. Podkreślał, że konkurencja i trud związany z próbą utrzymania swojej politycznej pozycji kanalizuje troskę polityków na dbaniu wyłącznie o interes własny i partyjny. Dodatkowo uważał, że polityczne organizacje grup ludzkich powstały drogą podboju, celem uzyskania dochodów z grabieży. Mimo to, próbował zostać reprezentantem Partii Liberalnej na brukselskiej konwencji odbywającej się 3 czerwca 1859 roku. Jednak nie został dobrze przyjęty i wycofał swoją kandydaturę. Wiele lat wcześniej wyrażał się krytycznie o niedoinformowaniu wyborców oraz był świadomy płynności członkostwa parlamentarzystów między partiami. Wiadomo również, że Molinari jako akademik nie miał pozytywnych doświadczeń związanych z ministerstwem pod zarządem Partii Liberalnej.
Około 1860 roku powrócił do Paryża, porzucając karierę akademicką. W październiku 1867 roku rozpoczął pracę dla Le Journal des débats, a w latach 1871–1876 pełnił rolę redaktora tej gazety. W 1868 roku umiera jego żona, co było dla niego druzgocące. W 1870 roku podczas oblężenia Paryża Gustave de Molinari występuje w obronie wolności słowa, głosząc prawo socjalistów do zrzeszania się i szerzenia swoich postulatów. Twierdził, że idee socjalistyczne, będąc zagrożeniem dla wolności, powinny mimo to być tolerowane, ponieważ cenzura jest fatalna dla dociekania prawdy i rozwoju społeczno-gospodarczego. Twierdził, że krytyka może być ożywcza, zapędy władzy są nieograniczone a tylko nieskrępowany dyskurs może umożliwić w przyszłości lepsze przyswojenie praw ekonomii. Uważał, że to agitacja socjalistów i protekcjonistów była katalizatorem dalszego rozwoju studiów ekonomicznych – nieintencjonalnie zakończyła ona marazm ekonomistów trwający od 1851 do 1868 roku. Molinari krytykował również działania Napoleona III skierowane przeciwko stowarzyszeniom robotników. Uważał, że interwencje te zamroziły stosunki między stronami umów na niekorzyść pracowników oraz skierowały ich niesłusznie ku kontestowaniu kapitalizmu, podczas gdy winna ich sytuacji miała być polityka interwencjonistyczna.
Pomiędzy 1878 a 1883 rokiem opublikował na łamach Journal des Economistes swoje dwie prace: L’Évolution économique du dix-neuvième siècle: Théorie du progres oraz L’Évolution politique et la révolution. Obie dotyczyły historycznych przemian, na jakich współczesne industrialne i względnie wolnorynkowe społeczeństwo wyrosło ze społeczeństwa opartego na przywilejach ekonomicznych i wyzysku klasy rządzonej, oraz jaki wpływ na to miała Rewolucja francuska. W swoich przemyśleniach analizował bardzo rozciągnięte w czasie zjawiska takie jak np. przemianę niewolnictwa w pańszczyznę, i pańszczyzny w pracę najemną.
W latach 1861–1887 tworzy analizy polityczne burzliwych wydarzeń we Francji oraz podróżuje po Europie i innych odległych krainach. Jego przyjaciel – Yves Guyot – stwierdza: Mówi się, że Hegel był tak pochłonięty swoimi abstrakcjami, że nie mogła go rozproszyć szalejąca wokół jego domu bitwa pod Jeną. Pan G. de Molinari otworzyłby okno i spojrzał. Mógł brać udział w akcji. Daleki był od izolowania się od realiów świata, chciał widzieć go w różnych jego aspektach. Zwiedza Rosję w 1861 roku, Stany Zjednoczone i Kanadę w 1876 roku, amerykański stan – Karolinę Południową – w 1878 roku oraz stan New Jersey w 1881 roku. Tego samego roku dotarł jeszcze do Kanady i Irlandii. W 1886 roku wędrował po Górach Skalistych, a także przybył do Korsyki i Rosji. Rok później pojawił się w Panamie oraz na Martynice i w Haiti. O swych podróżach pisał m.in. do Journal des Débats, te były często asumptem ku poruszeniu różnych kwestii. I tak, przedstawiając segregację rasową w USA, pisze: „opuściłem nietolerancję starego świata tylko po to, by znaleźć go ponownie w nowym”, po czym opisuje bezskuteczną próbę wykazania haniebności i niedorzeczności zastanej sytuacji, natrafiając jedynie na oburzenie miejscowych. W Stanach Zjednoczonych wywarła na nim wrażenie relatywnie nieskrępowana wolna konkurencja i dobrobyt mieszkańców. Imponował mu brak regulacjonizmu, także związany z łatwością przekraczania granicy. Jednak nie podobała mu się polityka protekcjonistyczna, krytykował rozszerzanie, kosztem wolności, spraw poddawanych metodzie demokratycznej. Podróżnicze uwagi nie odnosiły się tylko do kwestii politycznych. Molinari był zdziwiony amerykańską siatką równoległych i prostopadłych ulic, stwierdził także, że Biały Dom przypomina raczej drugorzędna podprefekturę. Ocenił również, że mieszkańcom USA „przyzwoite szkoły uczące rysunku przemysłowego nie zaszkodzą”. Ubolewał nad ubogą amerykańską literaturą oraz tęsknił za francuską kuchnią. Molinari opisywał również przypadki karania przestępstw bez należytego rozpatrzenia materiału dowodowego. W 1876 roku pisze, że ofiarami linczu w USA stają się często Murzyni. Uważa, że skutkiem pośpiechu podczas prowadzenia rozpraw sądowych są nieadekwatne wyroki. Wspomina o tym, przywołując przypadek dotkliwie pobitej przez swojego męża kobiety, który został łagodniej potraktowany niż uporczywi pijacy.
Molinari uważał wczesny feminizm za ekscentryczne teorie („eccentric theories”) i drwił z kobiet noszących spodnie.
Do schyłku swojego życia, bo w latach 1881–1909, Molinari pracował jako redaktor Journal des Économistes, zastępując na tym stanowisku zmarłego Josepha Garniera. Następcą Molinariego na tej posadzie został Yves Guyot. W każdą sobotę, późnym popołudniem, w biurze gazety mieszczącym się obok wydawnictwa Gilberta-Urbain Guillaumina, tuż przy ulicy Rue de Richelieu w Paryżu, Gustave de Molinari przyjmował ludzi i namiętnie dyskutował, nieraz zaskakując interlokutorów oryginalnością myśli. Molinari wtenczas pisywał szczególnie dużo na temat prawa naturalnego, teorii moralnej, religii oraz polityki gospodarczej.
Gustave de Molinari był zwolennikiem istnienia własności intelektualnej.
W 1884 roku wygłosił, że państwo może być czasami usprawiedliwione w sprawowaniu gradualnie ustępującej kurateli nad niektórymi członkami społeczeństwa. Choć kuratela ta nie powinna uniemożliwiać jednostkom samorządności i dążenia do niej, jeśli są do tego zdolne. Pogląd ten związany był z jego obserwacją nt. ewolucji społeczeństw. Postępujący rozwój gospodarki i rosnący podział pracy miał wieść organizacje społeczną od wspólnie współpracujących wspólnot plemiennych, przez epokę dominacji nadanych rodom monopoli dotyczących wyspecjalizowanych fachów (także produkcji bezpieczeństwa), aż po erę konkurencji. Kuratela sprawowana przez państwo miała dotyczyć części „niezdolnej” ludności i wkrótce ustąpić pod naporem wyspecjalizowanych w tej branży przedsiębiorstw. Ponadto w przyszłości naukowcy mieli zminimalizować tę potrzebę poprzez dobrowolną poprawę rasy ludzkiej (tzw. koncepcja „viriculture”). Dopatrywał się również pozytywnej roli religii (źródło motywacji) w posuwaniu mas ku praktyce sprawiedliwości.
Molinari od 1840 roku, wraz z Garnierem, a w opozycji do Bastiata, podzielał pesymistyczną perspektywę płynącą z maltuzjańskiej teorii ludnościowej.
W 1886 roku, w kolejnym tekście utrzymanym w konwencji dyskusji z kilkoma oponentami, Molinari zgadza się z postacią kolektywisty uważającego, że jego pisma i nauczanie były stratą czasu.
Jeszcze w 1887 roku, w dziele zatytułowanym Les Lois naturelles de l’économie politique, używa zwrotu „la liberté de gouvernement” określającego wizję zagwarantowanej każdemu prawnej możliwości rynkowego dostarczania usług ochronnych. Stosował ten termin per analogiam do '„la liberté du commerce”' – wolności handlu – wizji swobodnie konkurujących dostarczycieli innych dóbr i usług. Następnie zaznacza, że ta druga idea miała swoich akuszerów w postaci Ligi przeciw ustawom zbożowym. Natomiast nie istniał żaden ruch poparcia dla rozszerzenia wolnego rynku na sferę produkcji bezpieczeństwa. Gustave de Molinari wiąże z tym faktem przekonanie o potrzebie zaistnienia pośredniego etapu świadomości społecznej umożliwiającego nastanie społeczeństwa kontraktowego. W 1899 roku napisał artykuł Esquisse de l’organisation politique et économique de la Société future, w którym dalej bronił koncepcji wolnego rynku, jednak zwątpił czy działalność prywatnych agencji ochrony byłaby skuteczna. Równocześnie utrzymywał, że małe, lokalne monopole terytorialne lepiej sprawowałyby swoją funkcję niż współczesne mu państwa. Małe państwa miałyby korzystać z usług konkurujących agencji ochrony. Co symptomatyczne, w tym samym roku Molinari zaprzestał używania zwrotu „la liberté de gouvernement”. Roderick T. Long poszukuje źródeł wycofania się z poprzednio zajmowanego przez kilkadziesiąt lat stanowiska w opinii, że Molinari uznał świadczenie usług bezpieczeństwa za dobra publiczne, David M. Hart zaznaczał również możliwy istotny wpływ pesymistycznego ducha, jakim był wówczas owładnięty.
Około 1887 roku rozpoczyna podróż po Europie w poszukiwaniu zwolenników zainicjowania kontynentalnej unii celnej. Zmagania te są związane z jego własnymi perypetiami. Tak w swoim tekście przedstawia trudność podróży (Voyage en Russie, 1882): I mój kufer! Został otwarty w Brukseli przez belgijskich celników; w Kolonii przez niemieckich celników; w Sosnowcu przez rosyjskich celników; w Sztokholmie przez szwedzkich celników; w Kopenhadze przez duńskich celników; w Hamburgu po raz drugi przez Niemców; w Veulen przez Holendrów; między Maastricht i Liège, ponownie przez Belgów, a wreszcie przez Francuzów w Paryżu. Gdybym miał przedmioty podlegające opłacie, zapłaciłbym dziewięć razy! W ramach starań spotyka się z Bismarckiem, w The Times publikuje artykuł prezentujący koncepcje Ligi Neutralnych.
Pod koniec wieku opublikował wiele prac dotyczących prognoz ekonomicznych na kolejne stulecie. Skupieniu na socjologii historycznej towarzyszyło stworzenie przez myśliciela retrospektywnego bilansu sukcesów i porażek na autostradzie ku wolności. W książce z 1901 roku, wydanej pt. „Les Problèmes du XXe siècle”, jako pozytywy wymieniał m.in. upowszechnienie się wolności słowa, wzrost dobrobytu spowodowanego wolnością handlu i wzrostem podziału pracy, znoszenie niewolnictwa i poddaństwa feudalnego. Natomiast martwiło go odrodzenie protekcjonizmu, rosnąca popularność socjalizmu, dążenia imperialistyczne i zbrojenia. Przewidywał w Europie wybuch wojny i związany z nią wzrost interwencjonizmu, zadłużenia, upadek systemu finansowego oraz kryzys gospodarczy i polityczny. Ten profetyzm wieńczyła wiara myśliciela w nadchodzący renesans idei leseferystycznych, mających zyskać na popularności w czasie kryzysu.
W 1899 roku Gustave de Molinari doszedł do wniosku, że mimo niebagatelnych kosztów związanych z konfliktami zbrojnymi do tych będzie dochodzić, dopóki zorganizowana mniejszość – klasa rządząca – będzie odnosiła ze stanu wojny korzyści. Do beneficjentów wojen zaliczał: elity polityczne i wyższych biurokratów, elity wojskowe i elity biznesowe związane z przemysłem zbrojeniowym, a także wyższych urzędników kolonialnych. Uważał, że wojna secesyjna była nie tylko humanitarną krucjatą mającą urzeczywistnić abolicjonistyczne ideały, ale umożliwiła narzucenie stanom porzucającym USA protekcjonizm i doprowadziła do „reżimu trustów i stworzyła miliarderów”. Sądził, że „protekcjonizm jest tylko władzą polityczną oddaną w służbę pewnych partykularnych interesów przeciwko interesowi ogólnemu”.
Prawie do końca życia publikował prace, w których atakował odrodzenie protekcjonizmu, militaryzmu, imperializmu oraz socjalizmu. Postęp tych ostatnich skłonił Gustave’a de Molinariego po roku 1893 do pesymizmu. W 1909 roku przechodzi na emeryturę do Brukseli. Ostatnią jego pracą była wydana w 1911 roku, kiedy Molinari miał już 92 lata, Ultima Verba: Mon dernier ouvrage. W tym samym roku osiadł w willi w Adinkerque, gdzie chorującym na hemiplegię opiekowała się jego sekretarka i synowa – Marie Leroy.
Zmarł 28 stycznia 1912 roku. Został pochowany na Cmentarzu Père-Lachaise, tuż obok Benjamina Constanta i niedaleko Jeana-Baptiste’a Saya.
Jak ujawnia Arthur Raffalovich, Molinari całe życie był zaangażowany w działalność charytatywną.

## Wpływ
Vilfredo Pareto był pod silnym wpływem Gustave’a de Molinariego, okraszał on swoje pisma jego długimi cytatami i chwalił za to, że „zmierza do osiągnięcia wolności, wykorzystując całą wiedzę, jaką oferuje współczesna nauka”. Molinari w 1887 roku zaprosił go do napisania artykułów dla Journal des Économistes. Także powstały w 1896 roku traktat ekonomiczny Pareto, zatytułowany Cours d’Economie Politique, w dużej mierze zawdzięcza swą treść oddziaływaniu myśli Gustave’a de Molinariego i Heberta Spencera.
Roderick T. Long twierdził, że prawdopodobnie Molinari miał również wpływ na idee Paula Émile’a de Puydta i możliwe, że oddziaływał na Pierre’a-Josepha Proudhona i Anselme’a Bellegarrigue’a.
Prace Molinariego wywarły także pewien wpływ na polityczną myśl anarchoindywidualisty Benjamina Tuckera. David M. Hart zalicza go do grona beneficjentów jego twórczości razem z De Puydtem.
Libertarianin Murray Rothbard uznał esej Molinariego, Produkcja bezpieczeństwa, jako pierwszą na świecie prezentację anarchokapitalizmu. Podobnie Hans-Hermann Hoppe określił dzieło Molinariego jako „prawdopodobnie największy wkład we współczesną teorię anarchokapitalizmu”.

## Publikacje
W języku polskim
- Gustave de Molinari, Produkcja bezpieczeństwa
- Gustave de Molinari, Rozmowa o bezpieczeństwie (11. rozdział książki pt. Les Soirées de la rue Saint-Lazare: entretiens sur les lois économiques et défense de la propriété)
- Gustave de Molinari, Utopia wolności – list do socjalistów